# Modiolus verdensis
Modiolus verdensis is een tweekleppigensoort uit de familie van de Mytilidae. De wetenschappelijke naam van de soort is voor het eerst geldig gepubliceerd in 1995 door Cosel.